# توني كورتيس (شاعر)
توني كورتيس (بالإنجليزية: Tony Curtis)‏ هو شاعر أيرلندي، ولد في 1955.